# Pizzo dell'Uomo (bergstopp i Schweiz, Ticino)
Pizzo dell'Uomo är en bergstopp i Schweiz.   Den ligger i distriktet Leventina och kantonen Ticino, i den sydöstra delen av landet, 110 km öster om huvudstaden Bern. Toppen på Pizzo dell'Uomo är 2 663 meter över havet, eller 288 meter över den omgivande terrängen. Bredden vid basen är 1,8 km.
Terrängen runt Pizzo dell'Uomo är bergig åt sydost, men åt nordväst är den kuperad. Närmaste större samhälle är Disentis, 18,5 km norr om Pizzo dell'Uomo. 
I omgivningarna runt Pizzo dell'Uomo växer i huvudsak blandskog. Runt Pizzo dell'Uomo är det glesbefolkat, med 16 invånare per kvadratkilometer.